# Edith Hellermann
Edith Hellermann, geborene Schiefler, (* 29. August 1895 in Schermcke bei Wanzleben; † 17. Juni 1974 in Kassel) war eine deutsche Politikerin (GB/BHE).

## Leben und Beruf
Nach dem Besuch der Bürgerschule und ihrer Hochzeit 1925 lebte Hellermann als Hausfrau in Stettin.
Nach dem Zweiten Weltkrieg siedelte Hellermann als Heimatvertriebene nach Westdeutschland über und ließ sich in Kassel nieder. Sie beteiligte sich dort an der Gründung des Heimatvertriebenenbunds und wurde zu dessen Erster Kreisvorsitzenden gewählt.

## Partei
Nach der Gründung des BHE schloss Hellermann sich dem GB/BHE an und wurde in den hessischen Landesvorstand der Partei gewählt.

## Abgeordnete
Hellermann war von 1952 bis 1954 Ratsmitglied der Stadt Kassel. Von 1953 bis 1957 war sie Mitglied des Landeswohlfahrtsverbands Hessen (LWV). Dem hessischen Landtag gehörte sie von 1950 bis 1954 an.

## Öffentliche Ämter
Hellermann amtierte von 1954 bis 1957 als hauptamtliche Stadträtin der Stadt Kassel. Sie war damit die erste besoldete Stadträtin Hessens.